# Зайт
Яу Ю Тинг (род. 26 декабря 1988, Гонконг), более известный как Зайд (Zight) — музыкант и диджей, автор музыки в стиле электронная танцевальная музыка из Гонконга.

## Биография
Вырос в Гонконге, Zight получил образование в области креативных медиа и музыкального производства в Городской университет Гонконга. В 2011 году он выпустил свой первый сингл "Yamanote Line Dreamer" совместно с японской музыкальной рэп-группой Midicronica.
А в 2018 году, посетив Лондон, он изучал производство электронной музыки в Point Blank Music School. Позже, в 2020 году, он представил свой первый сингл электронной музыки "Paradise".
В 2021 году он выпустил свою первую совместную работу "Fly Away" с британской певицей Sonna Rele.
В 2022 году Zight выпустил свой седьмой сингл с американским певцом Крисом Уиллисом.

## Дискография

### Синглы
| Год  | Название               | Артист                              | Лейбл              |
| ---- | ---------------------- | ----------------------------------- | ------------------ |
| 2020 | Paradise               | Zight                               | Zight Music        |
| 2021 | Fly Away               | Zight, Sonna Rele                   | U-NXT              |
| 2021 | Suite No.1 In Z Major  | Zight                               | Zight Music        |
| 2021 | Everybody Keep Running | Zight, Peter Forest                 | Zight Music        |
| 2021 | Daisy                  | Zight, Oliviya Nicole               | Zight Music        |
| 2022 | Number One             | Zight, Booty Leak, Adam Christopher | MIX FEED           |
| 2022 | Work It Harder         | Zight, Chris Willis                 | MIX FEED           |
| 2023 | Waiting                | Zight, Klapse, AndyBear             | Future House Cloud |
| 2023 | Mongolia               | Zight                               | Manual Music       |